# 박서연 (1999년)
박서연(1999년 9월 6일 ~)은 대한민국의 가수, 배우다. 2019년 싱글 《HOPE》로 데뷔했다.

## 방송
- 콘테스트M (2020) - 대상

## 수상
- YTN 대한민국 버스킹 콘테스트 대상 (2019)
- KT&G 상상 UNIV. 어쿠스틱 페스티벌 대상 (2019)